# 解放路 (太原)
太原市解放路，是太原市的一条主要道路，南起双塔西街，北至尖草坪立交桥。沿线及周边有山西医科大学、山西医科大学附属第一医院、山西省图书馆文源馆、迎泽公园、大南门、山西省实验中学、解放百货大楼等。
解放路包括三段，即解放南路、解放路、解放北路。

## 解放南路
解放南路原名大南关路，南起大南门，北至双塔西街，长1700米。1958年铺筑沥青混凝土路面。

## 解放路
解放路中段长3707米，包括原大南门街、南市街、活牛市街、麻市街、师范街、小仓街、大北门街、土门街、阁外街等。1950年及之后数年对此路段分期逐段改造。1959年将大南门至府西街两旁古老店铺拆除，从府西街至东辑虎营段一并展宽，铺筑了沥青混凝土路面。1981年解放路改造，将大南门至府西街东口段两旁房屋拆除。

## 解放北路
解放北路1949年修成碎石路面，1960年改筑沥青混凝土路面。